# Marta Eggerth
Marta Eggerth (født 17. april 1912 i Budapest, død 26. december 2013) var en amerikansk skuespiller og operasangerinde.
Hun var gift med Jan Kiepura (1902-1966).

## Film
- Csak egy kislány van a világon (1930)
- Die Bräutigamswitwe (Let's Love and Laugh, 1931)
- Trara um Liebe (1931)
- Der Draufgänger (1931)
- Eine Nacht im Grandhotel (1931)
- Moderne Mitgift (1932)
- Where Is This Lady? (1932)
- Der Frauendiplomat (1932)
- Ein Lied, ein Kuß, ein Mädel (1932)
- Once There Was a Waltz (1932)
- Traum von Schönbrunn (1932)
- Das Blaue vom Himmel (1932)
- Kaiserwalzer (1933)
- The Flower of Hawaii (1933)
- Der Zarewitsch (1933)
- Mein Herz ruft nach dir (1934)
- Die Czardasfürstin (1934)
- Unfinished Symphony (Leise flehen meine Lieder, 1934)
- Mon cœur t'appelle (1934)
- Ihr größter Erfolg (1934)
- The Divine Spark (1935)
- Die Blonde Carmen (1935)
- Casta diva (1935)
- Die Ganze Welt dreht sich um Liebe (1935)
- La Chanson du souvenir (1936)
- Das Schloß in Flandern (1936)
- Where the Lark Sings (1936)
- Das Hofkonzert (1936)
- Zauber der Bohème (1937)
- Immer wenn ich glücklich bin..! (1938)
- For Me and My Gal (1942)
- Presenting Lily Mars (1943)
- Addio Mimí! (1947)
- Valse brillante (1949)
- Das Land des Lächelns (1952)
- Frühling in Berlin (1957)